# Boldklubben af 1973 (Herlev)
 For alternative betydninger, se Boldklubben af 1973. (Se også artikler, som begynder med Boldklubben af 1973)
Boldklubben af 1973 (B 73) er en fodboldklub i Herlev, som blev stiftet den 8. august 1973.
Klubbens slogan: "Meget mere end fodbold". Klubbens hovedkvarter er klubhuset på Elverhøjen 64, 2730 Herlev. Klubbens hjemmebane kaldes Elverroad efter vejnavnet.